# Casielles
Casielles es una parroquia española del concejo de Ponga, perteneciente a la comunidad autónoma de Asturias.

## Historia
Hacia mediados del siglo XIX, la parroquia, ya por entonces perteneciente a Ponga, tenía contabilizada una población de 192 habitantes. Aparece descrita en el sexto volumen del Diccionario geográfico-estadístico-histórico de España y sus posesiones de Ultramar de Pascual Madoz con las siguientes palabras:

CASIELLES (San Juan de): felig. en la prov. y dióc. de Oviedo (13 leg.), part. jud. de Cangas de Onis (4), ayunt. de Ponga (á Beleño 1): sit. al estremo merid. de la prov. en terreno montuoso, circuida de peñascos: combátenla principalmente los aires del N. y E.; el clima es saludable, y las enfermedades comunes fiebres catarrales, é inflamatorias. Tiene unas 58 casas repartidas en el l. de su nombre, y en los cas. de Cabiellas, Candamo, Tolibia, Llué y Viamon. La igl. parr. dedicada á San Juan, se halla servida por un cura cuyo destino es de entrada y de patronato laical: habiendo tambien 2 ermitas pertenecientes á particulares. Confina el térm. N. y O. felig. de Viego; y por S. y E. con los montes que separan esta prov. de la de Leon. El terreno es muy escabroso, y abunda en aguas de buena calidad, que aprovechan los vec. para surtido de sus casas y otros objetos, juntamente con las del riach. Biamon, que corre de S. á N. y deja el pueblo á la der.; la parte destinada á cultivo es de corta estension, pero bastante fértil. Los caminos locales y malísimos; hallándose en el puerto de Ancenóno y caminos que va á Leon una hospederia para socorro de los viageros, los cuales perciben algunos comestibles mediante su pago: el correo se recibe de Cangas de Onis 3 veces á la semana. prod.: escanda, maiz, castañas, avellanas, nueces, legumbres, hortaliza, frutas, fresas con abundancia, cáñamo y muchos pastos para alimento del ganado vacuno, caballar, de cerda, lanar y cabrio: hay caza mayor y menor, bastantes animales dañinos, y alguna pesca. pobl.: 58 vec., 192 alm. contr.: con su ayuntamiento. (V.)
(Madoz, 1847, p. 66)

En 2023, tenía empadronados catorce habitantes.